# Ceratolejeunea spinosa
Ceratolejeunea spinosa là một loài Rêu trong họ Lejeuneaceae. Loài này được (Gottsche, Lindenb. & Nees) Stephani mô tả khoa học đầu tiên năm 1890.